# Olympische Sommerspiele 1956/Kanu – Einer-Canadier 1000 m (Männer)
Bei den Olympischen Spielen 1956 wurde am 1. Dezember auf dem Lake Wendouree in der australischen Stadt Ballarat der Einer-Canadier-Wettbewerb über 1000 m für Männer ausgetragen.
Der Rumäne Leon Rotman gewann das Rennen vor dem Ungarn István Hernek sowie dem Sowjetrussen Gennadi Bucharin.

## Finale
| Rang | Name              | Nation             | Zeit       |
| ---- | ----------------- | ------------------ | ---------- |
| 1    | Leon Rotman       | Rumänien           | 5:05,3 min |
| 2    | István Hernek     | Ungarn             | 5:06,2 min |
| 3    | Gennadi Bucharin  | Sowjetunion        | 5:12,7 min |
| 4    | Karel Hradil      | Tschechoslowakei   | 5:15,9 min |
| 5    | Franz Johannsen   | Deutschland        | 5;18,6 min |
| 6    | Werner Wettersten | Schweden           | 5:28,0 min |
| 7    | Bryan Harper      | Australien         | 5:37,6 min |
| 8    | George Bossy      | Kanada             | 5:39,4 min |
| 9    | William Schuette  | Vereinigte Staaten | 5:47,7 min |